# 마일스 사운드 시스템
마일스 사운드 시스템(Miles Sound System, MSS, 구 명칭: AIL, Audio Interface Library)은 주로 비디오 게임용 사운드 소프트웨어 시스템으로 주로 저가형 오디오 칩셋의 대안으로 사용된다. 적절한 오디오 출력을 제공하면서 CPU 시간을 거의 사용하지 않는다. 원래는 실행 가능한 대안이 없을 때 DOS 응용 프로그램에서 사용할 사운드 카드용 미들웨어 드라이버 라이브러리였다. 에픽 게임즈 툴스(구 RAD 게임 툴즈)는 1995년 마일스 디자인으로부터 기술을 인수했다.
1992년 도스용 AIL 버전 2는 존 마일스에 의해 2000년에 오픈 소스(제한 없는 퍼블릭 도메인)로 출시되었다. 패키지는 그의 개인 사이트(KE5FX.com)에서 찾을 수 있으며 리얼 모드와 보호 모드 프로그램 모두에 대한 소스 코드를 포함하고 있다.